# Stazione di Fidenza

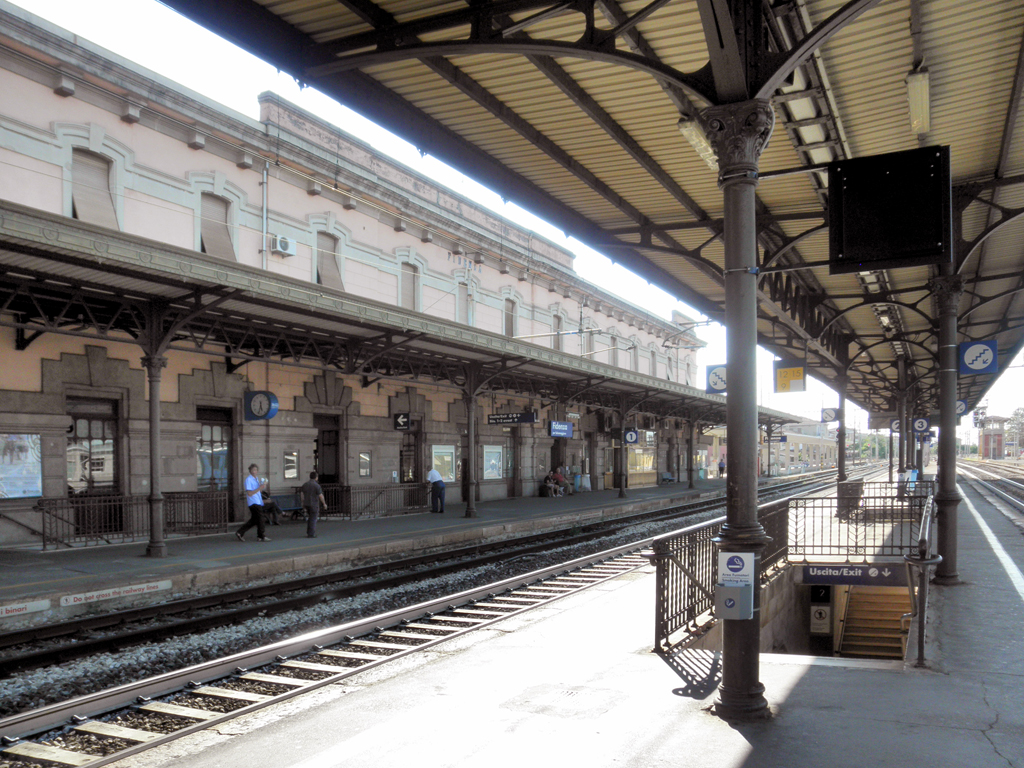
Il piazzale binari prima dei lavori

La stazione di Fidenza è una stazione ferroviaria a servizio della città di Fidenza, in provincia di Parma.
È posta sulla linea Milano–Bologna ed è capolinea delle linee Cremona-Fidenza, Fidenza-Fornovo e Fidenza-Salsomaggiore Terme.

## Storia
Attivata nel 1859, fino al 1927 era denominata "Borgo San Donnino", seguendo quella che all'epoca era la denominazione di quello che oggi è il comune di Fidenza.
La stazione e tutta l'area circostante furono oggetto di importanti lavori di riqualificazione a partire dalla seconda metà del primo decennio degli anni 2000. Dopo diversi ritardi nella conclusione dei lavori, i primi risultati si videro nel 2013, con il rinnovo totale dei locali interni, inclusa sala d'attesa, atrio centrale, e biglietteria. Nello stesso anno venne reso passante il sottopassaggio pedonale, per collegare il piazzale antistante della stazione a via Marconi.
Nel 2017, dopo l'installazione di tre ascensori a servizio dei tre marciapiedi per il servizio viaggiatori, iniziò l'ultima fase dei lavori di riqualificazione, conclusa ad inizio 2018, che risultò nell'innalzamento a 55 cm dal piano del ferro di tutti i marciapiedi, nell'installazione di una pensilina a servizio dei binari 4 e 5 e nella tinteggiatura in giallo Parma dell'intero fabbricato viaggiatori.

## Strutture e impianti
Il fabbricato viaggiatori in uso, a due piani, di cui solo il piano terra fruibile dai viaggiatori, fu costruito negli anni 1920 su progetto dell'ingegnere Ezio Bianchi.
La gestione degli impianti è affidata a Rete Ferroviaria Italiana (RFI).
La stazione è dotata di sette binari destinati al servizio viaggiatori, di cui cinque passanti e due tronchi lato ovest. Questi ultimi sono impiegati per il servizio verso Salsomaggiore Terme.

## Movimento
Importante nodo ferroviario, la stazione è servita dai treni regionali di Trenitalia e Trenitalia Tper. I collegamenti sulla tratta Piacenza - Bologna - Ancona permettono collegamenti orari diretti con tutti i maggiori centri abitati posti lungo l'asse emiliano-romagnolo della Via Emilia. La stazione possiede anche diversi collegamenti diretti verso la Lombardia, facenti capo principalmente a Milano. Tre coppie di treni al giorno assicurano un collegamento diretto con Genova e la Liguria.
Da Fidenza si dirama la breve linea per Salsomaggiore Terme, su cui si effettua un esercizio a spola a cadenza bioraria, con tre coppie di corse prolungate su Parma.
La linea per Cremona è servita da treni con frequenza oraria alternati con alcune corse effettuate tramite autobus sostitutivi, in coincidenza con i treni da e per Parma e Bologna.
La linea per Fornovo, bretella di collegamento con la ferrovia Pontremolese, dal 2013 non è più interessata da traffico locale ed è servita unicamente da tre coppie di treni, una tra Milano Centrale e Pisa Centrale, una tra Milano Centrale e Livorno Centrale ed una che era denominata Freccia della Versilia, tra Bergamo e Pisa Centrale (quest’ultima è gestita da Trenitalia e da Trenord). 
A Fidenza fermano anche i treni Intercity diurni effettuati da Trenitalia che collegano Milano con alcuni centri della costa adriatica e del Mar Tirreno (tra Roma, Napoli, Salerno e Reggio Calabria), in certi periodi dell’anno anche con il Mar Ionio verso Taranto e Crotone. Inoltre, ferma anche una coppia di Intercity Notte da Palermo/Siracusa a Milano e viceversa. Vi fermano anche alcuni treni Frecciarossa da e per Milano Centrale che collegano la  
costa adriatica o Roma Termini. 
Limitatamente al trasporto regionale, a novembre 2018 la stazione risultava frequentata da un traffico giornaliero medio di circa 5 983 persone (3 010 saliti + 2 973 discesi).

## Servizi
La stazione è classificata da RFI nella categoria gold.
La stazione dispone di:
- Bar
- Biglietteria a sportello
- Biglietteria automatica
- Negozi
- Posto di Polizia ferroviaria
- Sala d'attesa
- Servizi igienici

## Interscambi
- Fermata autobus

Fra il 1890 e il 1937 in prossimità della stazione era presente il capolinea della tranvia Borgo San Donnino-Salsomaggiore, comune a quello della linea Soragna-Borgo San Donnino, attivata a sua volta nel 1894 e soppressa anch'essa nel 1937.